# Piero Ferrari

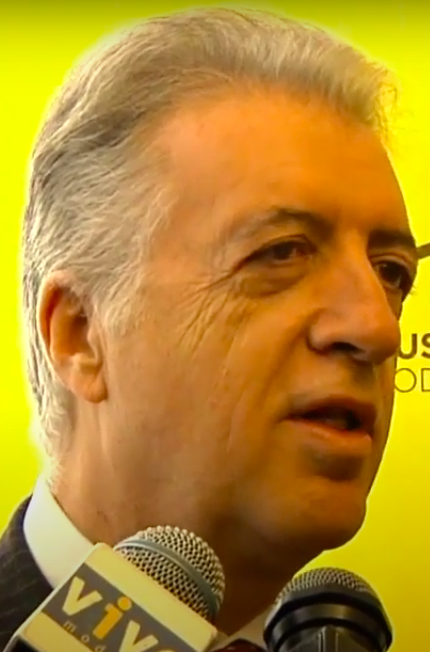
Piero Ferrari (2012)

Piero Ferrari geboren als Piero Lardi (* 22. Mai 1945 in Castelvetro di Modena) ist ein italienischer Unternehmer und Industrieller.

## Familie
Piero Ferrari der Sohn von Enzo Ferrari und dessen langjähriger Geliebten Lina Lardi degli Adelardi (1911 – 2006) und Halbbruder des 1956 an Muskeldystrophie verstorbenen Dino Ferrari.

## Unternehmer
Der studierte Betriebswirt Piero Ferrari arbeitet seit 1965 bei Ferrari, dem Unternehmen seines Vaters, dessen Vizepräsident er seit 1988 ist und an dem er zehnprozentiger Anteilseigner ist.
Von 1998 bis 2013 war er Miteigentümer von Piaggio Aero Industries. Dort war Ferrari auch Vorsitzender des Verwaltungsrats. Außerdem besitzt er die Firma High Performance Engineering, die Hochleistungsmotoren beispielsweise für Ducati entwickelt.  Im April 2016 übernahm seine Firma F Investments S.A.. 13,2 % des hauptsächlich in chinesischem Besitz befindlichen Herstellers von Yachten Ferretti Group.
2004 wurde Piero Ferrari mit dem Titel Cavaliere del Lavoro ausgezeichnet. Im selben Jahr wurde er Ehrendoktor der Luft- und Raumfahrttechnik an der Universität Neapel Federico II. 2005 verlieh ihm die Universität Modena und Reggio Emilia den Ehrendoktor in Maschinenbau.